# Franciszek Bernard Mniszech
Franciszek Bernard Wandalin Mniszech herbu własnego (ur. ok. 1590, zm. 30 grudnia 1661 w Dukli) – kasztelan sądecki w latach 1638–1661, starosta sanocki w latach 1613–1659, starosta dembowiecki przed 1616 rokiem do 1657 roku, starosta szczerzecki w latach 1653–1661, dworzanin królewski, sędzia kapturowy ziemi sanockiej w 1648 roku.

## Życiorys
Brat Maryny Mniszchównej, carowej Rosji.
Ojcem jego był Jerzy Mniszech, a dziadkiem Mikołaj Mniszech (1484–1553) przybyły z Wielkich Kończyc na Morawach.
Około 1610 ożenił się z Barbarą Bączalską z Bączala. II żoną została Barbara Stadnicka ze Żmigrodu Stadnicka, ich syn Jerzy Jan Wandalin Mniszech (1664), którego żoną była Anna Chodkiewiczówna wybudował dwór obronny zwany Janogrodem.
Studiował w Padwie w 1615 roku.
Poseł na sejm zwyczajny 1629 roku i sejm 1631 roku z województwa ruskiego. Sędzia kapturowy ziemi sanockiej w 1632 roku. Poseł na sejm koronacyjny 1633 roku. W 1641 roku wyznaczony został senatorem rezydentem.
Franciszek Mniszech kupił w 1636 r. część Dukli, jaką otrzymała wdowa Męcińska po poległym w czasie wyprawy na Moskwę w 1618 Franciszku Męcińskim. W 1638 przystąpił do odbudowy zamku w Dukli, fortyfikując go wałami i bastionami. Jednak Duklę złupiły wojska Jerzego II Rakoczego 16 marca 1657.
Zmarł 30 grudnia 1661 w czasie epidemii w Dukli.